# Limnonectes fragilis
Limnonectes fragilis es una especie de anfibio anuro de la familia Dicroglossidae.

## Distribución geográfica
Es endémica de la isla de Hainan (China).

## Estado de conservación
Se encuentra amenazada por la pérdida de su hábitat natural.